# Điều này rồi cũng qua
"Điều này rồi cũng qua đi" (tiếng Ba Tư: این نیز بگذرد, đã Latinh hoá: īn nīz bogzarad, tiếng Anh: This too shall pass) là một câu ngạn ngữ Ba Tư được dịch ra và lưu hành trong nhiều ngôn ngữ khác nhau. Câu ngạn ngữ này phản ảnh về bản chất tạm thời, hữu hạn, hoặc tính phù du của thân phận con người - rằng chẳng có điều gì xấu xa, tốt đẹp, hoặc những khoảnh khắc trong cuộc đời là mãi trường tồn. Cảm nhận chung nhất thường được bày tỏ thông qua văn học thông thái xuyên suốt lịch sử cũng như các nền văn hóa, nhưng cụm từ cụ thể này dường như phát nguyên từ một số bản ghi chép của các nhà thơ Sufi Ba Tư thời trung cổ.
Câu ngạn ngữ được biết đến trong thế giới phương Tây chủ yếu qua một câu chuyện ngụ ngôn Ba Tư được kể lại từ thế kỷ 19 bởi nhà thơ người Anh Edward FitzGerald
Câu ngạn ngữ này cũng được nhắc đến trong bài phát biểu của Abraham Lincoln trước khi ông trở thành Tổng thống thứ 16 của Hoa Kỳ.